# Булункуль (село)
Булункуль (тадж. Булункӯл) — село в Мургабском районе Горно-Бадахшанской автономной области Республики Таджикистан. Входит в состав джамоата (сельской общины) Аличур Мургабского района.
Находится на расстоянии 30 км от райцентра (пгт. Мургаб) и 130 км от центра общины (село Аличур).
Население — 216 чел. (2017).